# Спрингбок (ЮАР)

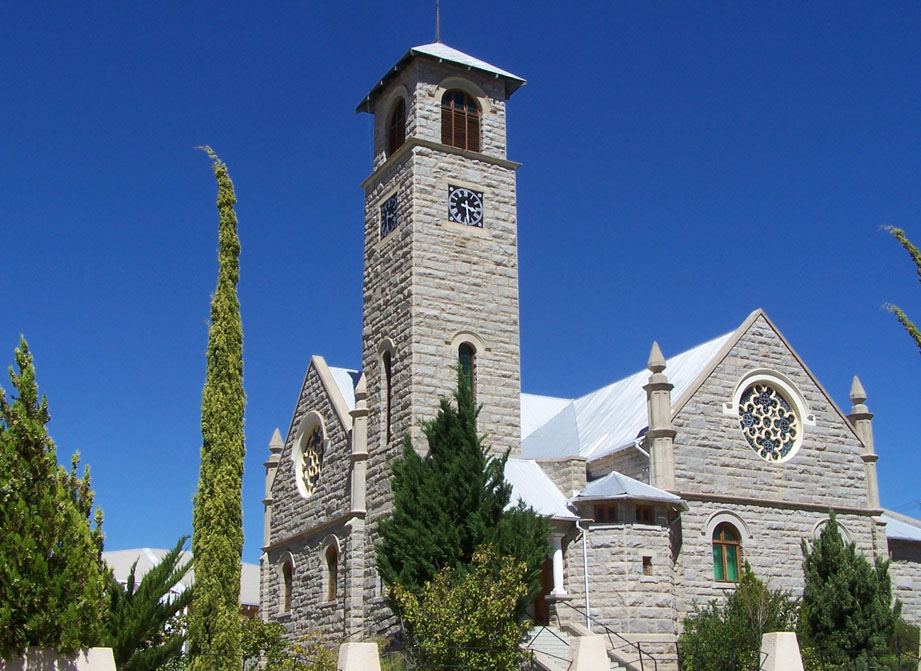
Старое здание Нидерландской реформатской церкви в центре Спрингбока.

Спрингбок (африк. Springbok) — крупнейший город региона Намакваленд южноафриканской Северо-Капской провинции. По состоянию на 2001 г. население составляло 10 294 человек, из которых около 80 % — «цветные» (потомки смешанных браков, а также африканцы, усвоившие европейскую культуру), что в целом нетипично для крупных населённых пунктов ЮАР.

## География и экология
Расположен на национальном шоссе N7, соединяющем мыс Доброй Надежды с Намибией, а также у западной оконечности национального шоссе N14, которое соединяет Спрингбок с Апингтоном и Преторией. Это главный город муниципалитета Нама-Хой, en:Nama Khoi Local Municipality, в который входят также ряд прилегающих городков, таких, как Окип и Набабип.
Город расположен на высоте 1000 м над уровнем моря в узкой долине между высокими гранитными скалами массива Малые Медные горы (Клейн-Коперберге, африк. Klein Koperberge). Такое расположение объясняет, почему посёлок с момента возникновения превратился в крупный коммерческий и административный центр, а также центр добычи и продажи меди регионального значения. Даже несмотря на то, что со временем добыча меди упала, город остаётся важным центром региона, а благодаря нахождению в популярной среди туристов местности является для них излюбленной остановкой по пути в Намибию. В настоящее время основными источниками доходов для города являются туризм, торговля и фермерское хозяйство.
Улицы города расходятся от центрального утёса (koppie), где процветает необычная флора Намакваленда, такая, как почти безлистое дерево-колчан, ветки которого использовали бушмены как колчаны для своих стрел.
Территория вокруг города славится тем, насколько она преображается весной, когда почти безлистный скрэб покрывается тысячами разноцветных цветов, оживающих под зимними дождями. Одним из мест, где такое цветение особенно живописно, является природный заповедник Гугап (Goegap Nature Reserve), расположенный невдалеке к юго-востоку от Спрингбока. Наряду с цветами, в заповеднике представлена коллекция редких суккулентов.

## История
В 1852 г. власти приобрели ферму Melkboschkuil у владельца Кови Клуте за 750 фунтов (по курсу 2010 г. — около 573 000 британских фунтов стерлингов или 6 705 520 рандов с целью основания медной шахты. В 1862 г. здесь был заложен город Спрингбокфонтейн, название которого позднее сократилось сначала в неформальном обиходе, а затем и официально.
Утёс Клипкоппи использовался бурами под командованием генерала Мани Марица во время англо-бурской войны, поскольку он обеспечивал хороший обзор. Мариц обустроил на утёсе форт для кругового обстрела местности. Остатки каменных стен на утёсе сохранились до нашего времени. Рядом с утёсом и кафе «Спрингбок» расположена живописная каменная церковь Klipkerk («каменная церковь»), построенная в 1921 г. в романском стиле.

## Галерея изображений

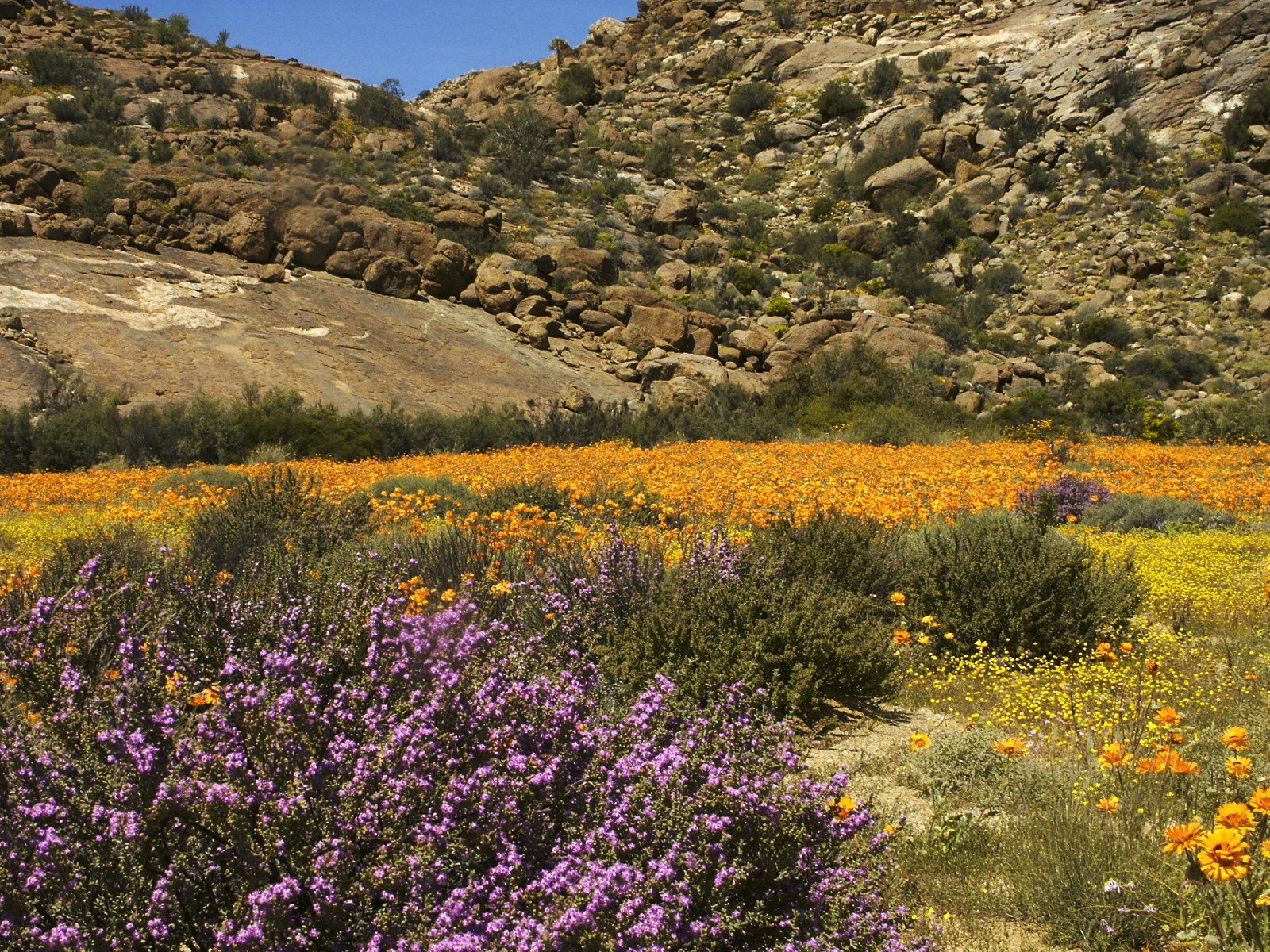
Цветущая пустыня (Гугап)
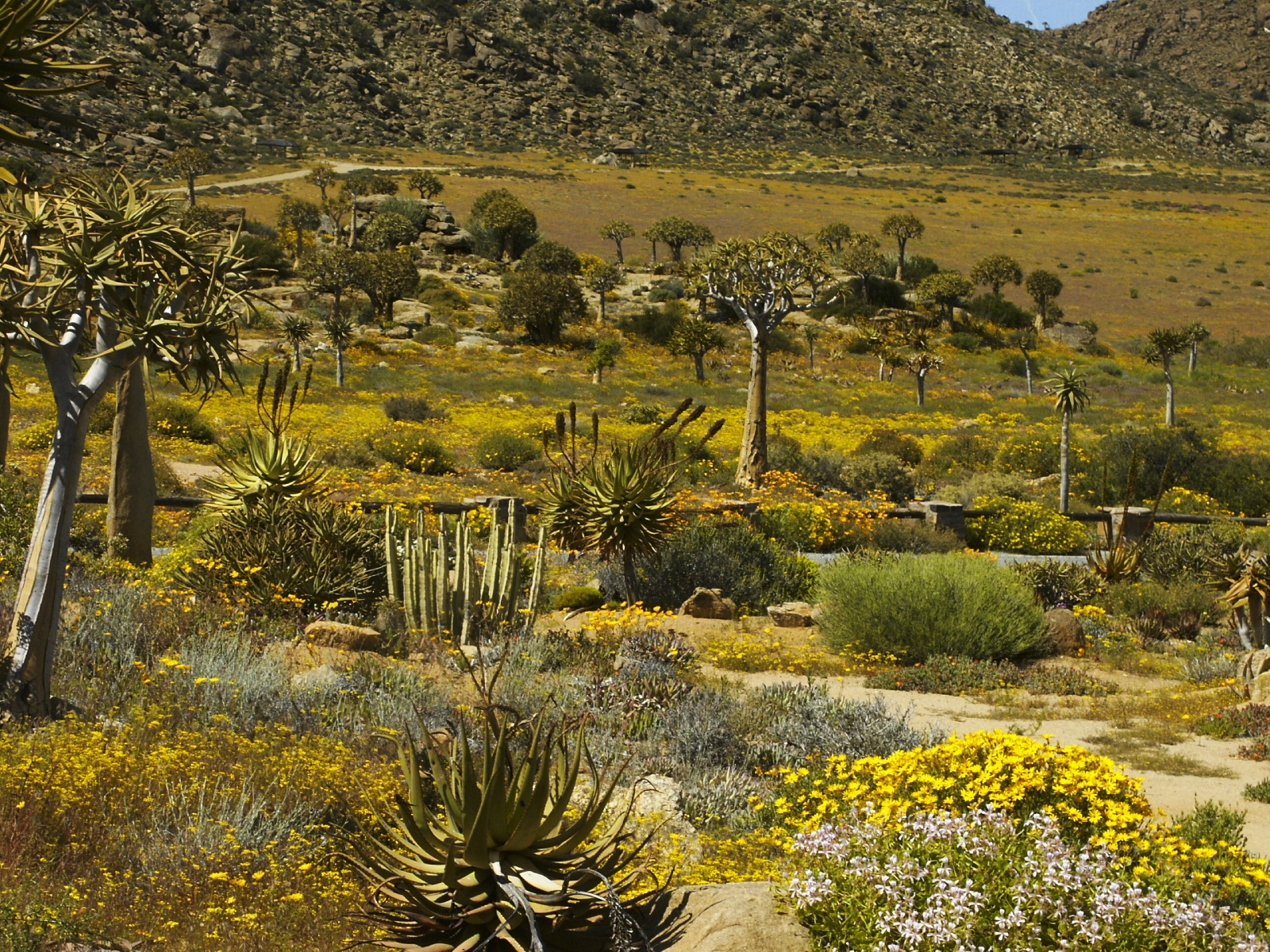
Природный заповедник Гугап
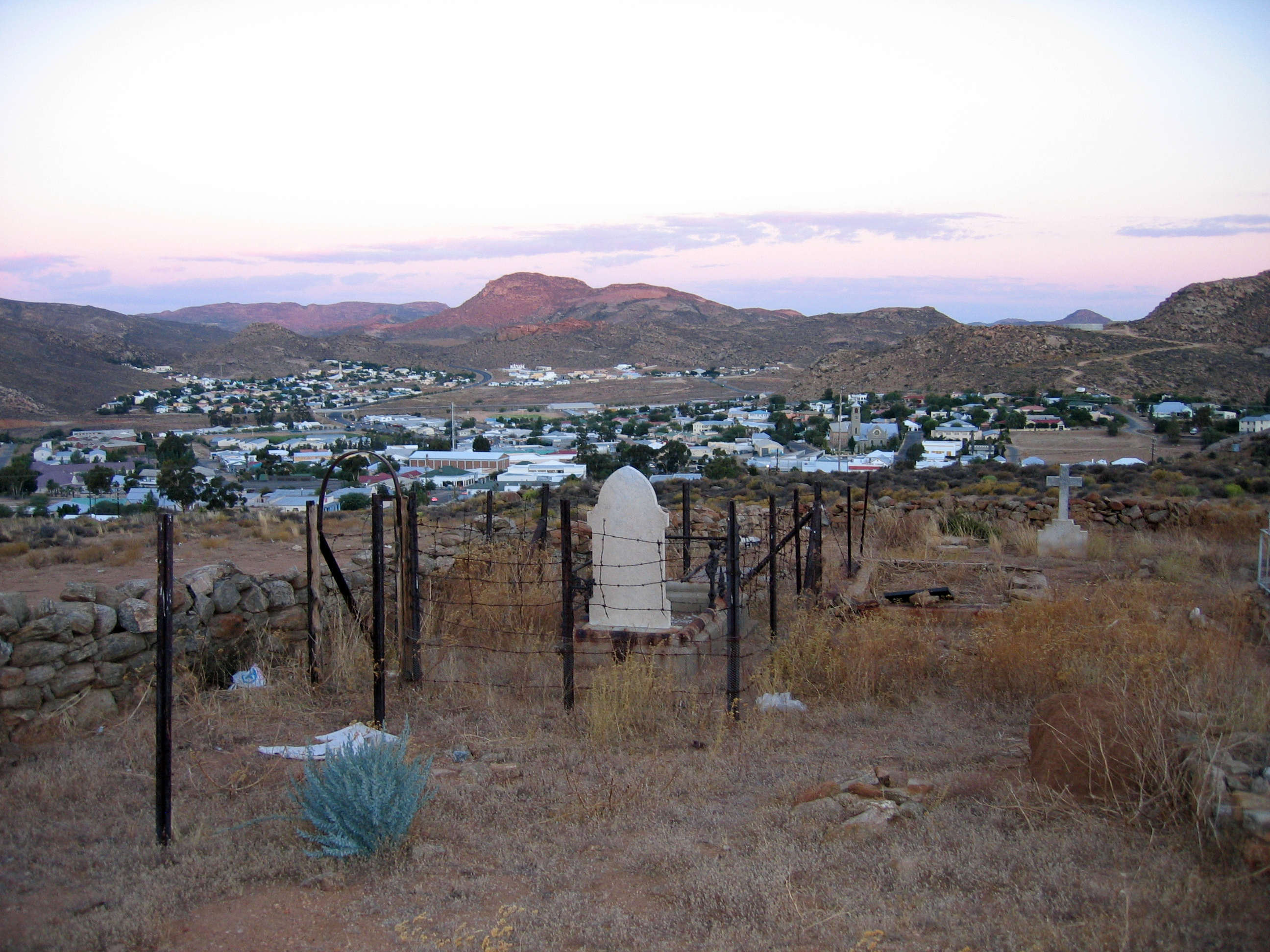
Спрингбок: вид со старого кладбища

## Транспорт
Через Спрингбок проходит транс-африканский автодорожный маршрут  шоссе Триполи-Кейптаун.